# Stefan Walz

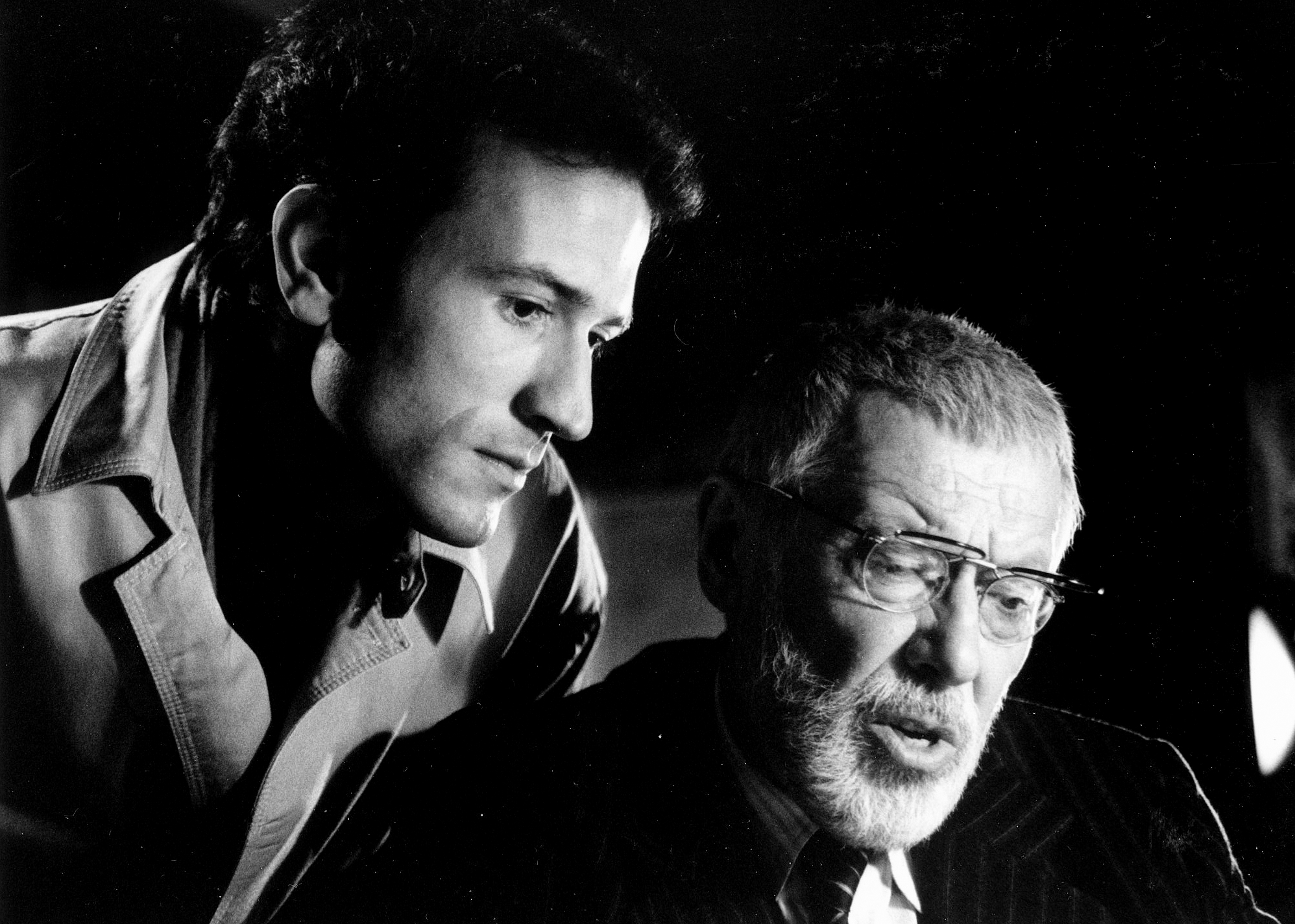
Stefan Walz (links), Dietmar Schönherr (rechts) in Der Tod zu Basel von Urs Odermatt, 1990.

Stefan Walz (* 1963) ist ein Schweizer Schauspieler. Seine bekannteste Rolle ist die Figur eines Sigmund Jähn ähnelnden Taxifahrers im Film Good Bye, Lenin!.

## Leben
Stefan Walz lernte am Konservatorium Bern Schauspiel. Von 1992 bis 1998 war er am Kleinen Theater Kammerspiele Landshut engagiert und gehört zum Gründungsensemble der Kammerspiele Landshut. Seit dem Jahr 1995 ist er für das Fernsehen tätig. In den Jahren 1998–2006 hat er in diversen Engagements in Essen, München und Hamburg gespielt. Von 2006 bis 2014 gehörte er zum Ensemble am Staatstheater Mainz. Seit der Spielzeit 2014/2015 ist Stefan Walz Mitglied des Ensembles der Wuppertaler Bühnen. Dort steht er u. a. als "Paul Werner, gewesener Wachtmeister des Majors" in Lessings "Minna von Barnhelm" auf der Bühne. In der Serie "Hausmeister Krause" spielte er in der Folge "der Sittenstrolch" den rabiaten Mieter Rotherbaum. Er lebt zurzeit in Wuppertal.
Neben seiner schauspielerischen Betätigung singt er seit langem in verschiedenen Jazz- und Rockformationen. Außerdem beherrscht er auch verschiedene Instrumente wie Gitarre, Bass, Banjo und Mandoline. Neben der Musik zählt er Skifahren und Kampfsport zu seinen Hobbys.

## Filmografie
- 1990: Der Tod zu Basel, Regie: Urs Odermatt
- 1995, 1999–2001: Für alle Fälle Stefanie, Serie
- 1996: Der Räuber mit der sanften Hand
- 1996: Fieber, Serie
- 1997: Die Krauses
- 1998: Du hast mir meine Familie geraubt
- 1998: Julia – Kämpfe für deine Träume!
- 2001: Die Kommissarin: Bitteres Ende
- 2001: Fertig lustig
- 2001: Der letzte Zeuge
- 2003: Good Bye, Lenin!
- 2010: Charlys Comeback